# Локлир, Эштон
Э́штон Локли́р (англ. Ashton Locklear; род. 13 января 1998 года, Ламбертон, штат Северная Каролина, США) — американская гимнастка, член сборной команды США по спортивной гимнастике, чемпионка мира по спортивной гимнастике 2014 года в командном первенстве.

## Биография

### 2014
В августе 2014 года Элисон Локлир стала чемпионкой США по спортивной гимнастике в упражнении на разновысоких брусьях. По результатам этого чемпионата была отобрана во взрослую сборную США..
На Чемпионате мира 2014 года в Наньнине, Китай, в составе американской женской сборной завоевала золото в командном первенстве, а также была четвёртой на брусьях.